# ألبومين الدم الثنائي
ألبومين الدم الثنائي (بالإنجليزية: Bisalbuminemia)‏ هي حالة قد تكون موروثة تمتاز بوجود نوعين من ألبيومين المصل التي تختلف في الحركة تحت الرحلان الكهربائي. في قياس شدة الضوء، يظهر الألبومين على شكل جبل مشقوق ذو قمتين.
ليس لألبومين الدم الثنائي أي تأثير مرض لكن الباحثين يهتمون بدراسته في مجال تطور وتغير وظيفة البروتين.
يمكن مشاهدة هذه الحالة في الإغوانة الخضراء وسلحفاة من نوع Trachemys scripta.

## الانتشار
ألبومين الدم الثنائي حالة نادرة قد تكون وراثية أو مكتسبة، وقد تكون مؤقتة أو دائمة، وليس لها أي أهمية سريرية، تحصل بمعدل حالة واحدة لكل 1000 شخص.